# Базаршолан
Базаршола́н (каз. Базаршолан) — село у складі Акжаїцького району Західноказахстанської області Казахстану. Адміністративний центр Базаршоланського сільського округу.
У радянські часи село називалось Базарчулан. У період 17 січня-28 липня 1928 року було центром Тайпацького району.
Населення — 1197 осіб (2021; 1460 у 2009, 1838 у 1999, 1684 у 1989).